# Hyalostenele oleagina
Hyalostenele oleagina är en fjärilsart som beskrevs av W. Warren 1894. Hyalostenele oleagina ingår i släktet Hyalostenele och familjen mätare. Inga underarter finns listade i Catalogue of Life.